# Ákos Károlyi
Ákos Károlyi (* 5. Oktober 1973; † 17. Mai 2013) war ein ungarischer Badmintonspieler.

## Karriere
Ákos Károlyi war 1990 erstmals bei den nationalen Juniorenmeisterschaften erfolgreich. 1991 und 1992 folgten weitere Nachwuchstitelgewinne. Im Jahr 1995 siegte er zum ersten Mal bei den Erwachsenen, wobei er im Herrendoppel erfolgreich war. 1999, 2001 und 2003 erkämpfte er sich weitere nationale Titel.

### Erfolge
| Saison | Veranstaltung                              | Disziplin    | Platz | Partner/Partnerin |
| ------ | ------------------------------------------ | ------------ | ----- | ----------------- |
| 1990   | Ungarn: Einzelmeisterschaften der Junioren | Herrendoppel | 1     | Gábor Papp        |
| 1991   | Ungarn: Einzelmeisterschaften der Junioren | Herrendoppel | 1     | Gabor Papp        |
| 1992   | Ungarn: Einzelmeisterschaften der Junioren | Herrendoppel | 1     | Richárd Bánhidi   |
| 1995   | Ungarn: Einzelmeisterschaften              | Herrendoppel | 1     | Zsolt Kocsis      |
| 1999   | Ungarn: Einzelmeisterschaften              | Mixed        | 1     | Csilla Fórián     |
| 1999   | Ungarn: Einzelmeisterschaften              | Herrendoppel | 1     | Richárd Bánhidi   |
| 2001   | Ungarn: Einzelmeisterschaften              | Mixed        | 1     | Csilla Fórián     |
| 2001   | Ungarn: Einzelmeisterschaften              | Herrendoppel | 1     | Zsolt Kocsis      |
| 2003   | Ungarn: Einzelmeisterschaften              | Herrendoppel | 1     | Levente Csiszér   |